# رون كاميرون (رجل أعمال)
رون كاميرون (بالإنجليزية: Ron Cameron)‏ هو شخصية أعمال أمريكي، ولد في عقد 1940.